# J. M. DeMatteis
John Marc DeMatteis (15 de diciembre de 1953), más conocido como J. M. DeMatteis o JM DeMatteis, es un escritor estadounidense de historietas, televisión y novelas.

## Biografía

### Carrera temprana
Las primeras aspiraciones de J.M. DeMatteis eran ser músico de rock y dibujante de historietas. Comenzó a tocar en bandas a partir del sexto grado de educación primaria, generalmente como cantante principal, compositor y guitarrista rítmico, además escribió reseñas musicales para varias publicaciones. Inició en el dibujo a temprana edad y fue aceptado en la Escuela de Artes Visuales de Nueva York . DeMatteis recordó: «[...] por alguna razón, creo que financiera, terminé por no asistir [a la Escuela de Artes]. Después de eso, las pocas habilidades de dibujo que tenía comenzaron a atrofiarse». Se graduó de la Midwood High School en Brooklyn en 1971.
DeMatteis pasó del dibujo a la escritura y tuvo sus inicios en historietas de la editorial DC Comics durante el final de la década de 1970. Después de varias propuestas rechazadas, su primera historia aceptada fue «The Lady-Killer Craves Blood», pero fue publicada hasta años después en House of Mystery #282 (julio de 1980). Su primera historia publicada para DC fue fue «The Blood Boat!» en Weird War Tales #70 (diciembre de 1978). Para esa misma editorial, contribuyó a la línea de historietas de terror, en particular con la creación de los Creature Commandos en Weird War Tales #93 (noviembre de 1980) y la serie I… Vampire en House of Mystery #290 (marzo de 1981). También escribió por un corto periodo de tiempo la sección de Aquaman en Adventure Comics. DeMatteis y el artista Brian Bolland produjeron una historia de respaldo titulada «Falling Down to Heaven» en Madame Xanadu, el primer intento de DC para comercializar historietas específicamente para el «mercado directo» de fanáticos y coleccionistas. DeMatteis estuvo ansioso por trabajar para Marvel Comics desde hacía mucho tiempo y, después de aproximadamente un año en el que el editor en jefe Jim Shooter lo mantuvo ocupado con trabajos ocasionales y de suplencia, en 1980 fue nombrado escritor principal del título Los Defensores para Marvel; posteriormente tuvo largos periodos en Captain America, junto con el dibujante Mike Zeck así como en Marvel Team-Up.

### Década de 1980
Después de escribir una reseña negativa del álbum Go to Heaven de Grateful Dead de 1980, publicada en Rolling Stone, DeMatteis concluyó con su carrera como crítico musical. Explicó, «los fanáticos de Grateful Dead son como los fanáticos incondicionales de los cómics, ¿sabes?... y sé que cuando me siento a escribir una reseña solo soy un idiota con una opinión sentado frente a una máquina de escribir, pero después aparece impresa en algo como Rolling Stone. Recibí todas estas cartas, que guardé, de todos estos fanáticos incondicionales de Grateful Dead, heridos. [...] Dije que si iba a hacer alguna reseña más, no iba a escribir más críticas negativas...» Por esa época también abandonó su carrera profesional como músico de rock, después de años de tocar en bandas de la ciudad de Nueva York.
En 1984, DeMatteis y el artista Bob Budiansky produjeron la serie limitada Prince Namor. Él vio esta serie como una oportunidad para profundizar más en la psicología del personaje principal de lo que había podido hacerlos en Los Defensores así como para continuar su colaboración con Budiansky, quien era parte del equipo creativo del recientemente cancelado título Ghost Rider. DeMatteis recordó más tarde: «Hablábamos por teléfono, empezábamos a hablar y las historias surgían con mucha facilidad. Teníamos una relación fantástica, tanto personal como profesionalmente». DeMatteis tenía sentimientos encontrados sobre la serie y dijo que la única parte de la que estaba orgulloso sin reservas era la mirada a los años de Namor como un hombre amnésico y sin hogar. DeMatteis y el ilustrador Jon J. Muth crearon la novela gráfica Moonshadow para la línea Epic de Marvel, esta historia innovadora fue la primera serie pintada por completo en las historietas estadounidenses. DeMatteis después trabajó en la novela gráfica Into Shamballa del Doctor Strange en 1986, dibujada por Dan Green, y la serie limitada Blood: A Tale, una historia de vampiros alucinatoria dibujada por Kent Williams. En 1987 DeMatteis y Zeck formaron equipo nuevamente para el arco argumental «La última cacería de Kraven» que se desarrolló en los tres títulos de Spider-Man que publicaba Marvel en ese momento. Este arco ha sido recopilado en múltiples ediciones y se mantiene como una de los más populares y respetados en la historia de Spider-Man.
DeMatteis regresó a DC y fue el sucesor de Gerry Conway como escritor del título Liga de la Justicia, usando el seudónimo Michael Ellis en el primer número que trabajó en la serie. Cuando esta serie fue cancelada como resultado del crossover Legends que abarcó a todos los títulos de la editorial, DeMatteis permaneció hasta su relanzamiento como Liga de la Justicia Internacional, escribiendo guiones para las tramas de Keith Giffen.
Liga de la Justicia Internacional tomó a personajes menos conocidos de DC como el Detective Marciano, Escarabajo Azul, Booster Gold, Sr. Milagro, Capitán Átomo y Power Girl y le dio un revés por completo por completo a la preocupación de ese momento por superhéroes «sombríos y crudos». Esta alegre serie enfatizó los rasgos absurdos de las personas con poderes extraños, que visten trajes coloridos y se ofrecen como voluntarios para luchar contra los malhechores. Aunque esta Liga tenía su lado serio y a menudo se enfrentaban a villanos que amenazaban al mundo, sus historias incluían a personajes como el adorablemente inepto G'nort, el peor Linterna Verde de los Green Lantern Corps; Mr. Nebula, el decorador interplanetario; la Liga de la Injusticia, un grupo de perdedores torpes; y una bandada homicida de pingüinos híbrido con pirañas. El éxito de Liga de la Justicia Internacional dio lugar en 1989 a un spin-off titulado Liga de la Justicia Europa, también coescrito con Giffen y con arte de Bart Sears.

### Década de 1990
El equipo de Giffen y DeMatteis trabajó en Liga de la Justicia durante cinco años y concluyeron su periodo allí con la historia «Breakdowns» durante 1991 y 1992. DeMatteis escribió guiones derivados de la Liga de la Justicia, para las series en solitario de Sr. Milagro y Doctor Fate.
De regreso en Marvel, DeMatteis nuevamente fue el sucesor de Conway, esta vez como escritor de The Spectacular Spider-Man en 1991, llevando a la serie a una dirección más sombría y psicológica. En colaboración con el artista habitual Sal Buscema, el arco argumental de DeMatteis «The Child Within» (#178–184) presentó el regreso de Harry Osborn como el Duende Verde. La batalla de Spider-Man contra el Duende continuó en «The Osborn Legacy» en el #189 y finalizó con la muerte de Harry en «The Best of Enemies» (#200).
En 1994, DeMatteis reemplazó a David Michelinie como guionista de The Amazing Spider-Man de #389 a #406, una etapa que incluyó la muerte aparente de la tía May de Peter Parker y el inicio del arco argumental «Clone Saga». DeMatteis también trabajó en títulos con personajes como Doctor Strange, Daredevil, Hombre Cosa y Silver Surfer .
DeMatteis ayudó a lanzar el sello Vertigo para DC, dirigido al público maduro, escribiendo las novelas gráficas Mercy y Farewell, Moonshadow (una secuela de la serie publicada originalmente por Epic Comics ), la miniserie The Last One y la serie de quince números Seekers Into The Mystery, la historia de un guionista de Hollywood que se encuentra en un viaje de autodescubrimiento y búsqueda de verdades universales.
DeMatteis escribió una miniserie autobiográfica en formato digest llamada Brooklyn Dreams, publicada por el sello Paradox Press de DC. Esta es la obra más personal de DeMatteis y fue recopilada posteriormente en un único volumen bajo el sello Vertigo.

### SigloXXI
En la década de 2000, DeMatteis redefinió al personaje de DC, el Espectro, a través de Hal Jordan, como un espíritu de redención más que como uno de venganza. DeMatteis coescribió la historia de «Gods of Gotham» en Wonder Woman #164-166 (enero a marzo de 2001) con Phil Jiménez. En 2003, junto a Giffen, revivió la Liga de la Justicia Internacional en la miniserie Formerly Known as the Justice League; esta serie le valió a Giffen, DeMatteis y al artista Kevin Maguire un premio Eisner. Este equipo continuó con el arco argumental «I Can't Believe It's Not the Justice League» en el título JLA Classified y, trabajando para Marvel, una serie de cinco números de Los Defensores. En 2006, DeMatteis y Giffen comenzaron a trabajar en dos series de comedia con superhéroes originales para Boom! Studios, Hero Squared y Planetary Brigade. DeMatteis se asoció con el artista veterano Mike Ploog para crear la historieta de fantasía Abadazad (mayo de 2004), para la editorial CrossGen. Al año siguiente, Ploog y DeMatteis anunciaron que estaban colaborando en una miniserie de cinco números, Stardust Kid, para el sello Desperado Publishing de Image Comics que se trasladó a Boom! Estudios en 2006.
The Walt Disney Company adquirió Abadazad para su sello editorial Hyperion Books for Children. Los dos primeros libros de la serie, Abadazad: The Road to Inconceivable y Abadazad: The Dream Thief, se publicaron en junio de 2006 mientras que el tercer libro, Abadazad: Professor and The Prophet, se publicó en el Reino Unido en 2007.[cita requerida]
En junio de 2010, la novela de fantasía infantil de DeMatteis, Imaginalis, fue publicada por Katherine Tegen Books, un sello de la editorial HarperCollins.
En 2008, DeMatteis se convirtió en editor en jefe de la editorial Ardden Entertainment y dirigió el lanzamiento de una nueva serie de Flash Gordon. En 2009, escribió The Life and Times of Savior 28, una serie limitada de cinco números ilustrada por Mike Cavallaro publicada por IDW Publishing. También escribió las historias de respaldo de Hombres de Metal para el nuevo título de Patrulla Condenada de DC y regresó a Marvel para escribir varias historias nuevas de Spider-Man. En 2010, DeMatteis se reunió una vez más con su colaborador frecuente Keith Giffen para un periodo en Booster Gold, ambos colaboraron en el one-shot DC Retroactive: JLA – The '90s en octubre de 2011. En el mismo 2011, DeMatteis creó el título fantástico para todas las edades Las aventuras de Augusta Wind para IDW Publishing. En 2013, se hizo cargo de Phantom Stranger de DC y lanzó la serie de doce números Larfleeze con Giffen. DeMatteis se convirtió en el escritor de Liga de la Justicia Oscura en octubre de 2013 y en diciembre de ese año, nuevamente con Giffen, lanzó Liga de la Justicia 3000.
En 2015, DeMatteis trabajó con Bruce Timm en Liga de la Justicia: Dioses y monstruos, una precuela para la película del mismo nombre. En 2016, Giffen y DeMatteis lanzaron Scooby Apocalypse para DC, una reinvención más adulta de la caricatura clásica de Scooby Doo, e IDW publicó la secuela de Augusta Wind, The Adventures of Augusta Wind: The Last Story. En 2018 lanzó la serie Impossible, Incorporated para IDW y en 2019 anuncia una nueva serie propiedad del creador, The Girl in the Bay, para Berger Books. En 2022 Marvel publicó una serie limitada titulada Ben Reilly: Spider-Man escrita por DeMatteis y con arte de David Baldeón; ese mismo año, Marvel anunció la serie Spider-Man: The Lost Hunt, que se vincula con el clásico de Spider-Man, Kraven's Last Hunt. También en 2022, DeMatteis lanzó The DeMultiverse con Spellbound comics, que consistió en cuatro nuevas series escritas por el propio DeMatteis e ilustradas por Shawn McManus, Tom Mandrake, Matthew Dow Smith y David Baldeón. Ese año también publicó una novela, el thriller sobrenatural The Excavator, seguida en 2023 siguiente por otra novela sobrenatural, The Witness.
En 2024, DeMatteis escribió Shadow of the Green Goblin, una serie de Spider-Man para Marcel, y con DC lanzó la miniserie de Batman, Robin Lives! DeMatteis y Spellbound Comics también lanzaron la Fase II de sus títulos DeMultiverse en la plataforma Kickstarter.

#### Spellbound Comics
En octubre de 2022, DeMatteis anunció la fundación de su propia editorial, llamada Spellbound Comics. A través de una campaña en la plataforma Kickstarter, presentó DeMultiverse, una colección de cuatro «números piloto» de historieta titulados Anyman, Godsend, Layla in the Lands of After y Wisdom. En noviembre de ese año, presentó una quinta serie titulada The Edward Gloom Mysteries. Una segunda ola de la series para Spellbound se lanzó en Kickstarter durante el verano de 2024, formada por segundos capítulos para todos los títulos de DeMultiverse, con más planeados para el futuro.

### Otros medios
DeMatteis también ha escrito para televisión, con guiones para la encarnación de la década de 1980 de The Twilight Zone, las series sindicadas The Adventures of Superboy y Earth: Final Conflict, así como para las series animadas The Real Ghostbusters, Liga de Justicia Ilimitada, Legión de superhéroes, Batman: The Brave and the Bold, Ben 10: Ultimate Alien, Titan Sim-Biónico, ThunderCats, Teen Titans Go! y Spider-Man (2017).
DeMatteis también escribió la película animada para televisión Batman vs. Robin en 2015 y su secuela de 2016, Batman: Bad Blood. Ese mismo año, DeMatteis escribió varios episodios de Be Cool, Scooby-Doo! para Cartoon Network. En 2017, DeMatteis coescribió Justice League Dark y en 2018 escribió su serie animada derivada Constantine: City of Demons. Ese mismo año escribió cortos animados protagonizados por Adam Strange y Muerte, el personaje de Sandman creado por Neil Gaiman. 
En 2020, DeMatteis escribió Deathstroke: Knights and Dragons, así como la adaptación animada de la novela gráfica Superman: Red Son. En 2024, escribió un episodio de la segunda temporada de la serie de Amazon Batman: Caped Crusader.
Como músico, DeMatteis lanzó un álbum a finales de la década de 1990 llamado How Many Lifetimes?

## Premios
- 2004: Ganó el premio Eisner a la «Mejor publicación de humor» por Formerly Known as the Justice League con Keith Giffen, Kevin Maguire y Josef Rubinstein[26]

### Historietas

#### IDW Publishing
- The Life and Times of Savior 28 #1–5 (2009)
- The Adventures of Augusta Wind #1–5 (2013)
- The Adventures of Augusta Wind-The Last Story #1–5 (2016)
- Impossible Inc. #1–5 (2019)

#### Dark Horse Comics
- Dark Horse Presents #2 (1986)
- The Girl in the Bay #1–4 (2019)

#### DC Comics
| - 9-11: The World's Finest Comic Book Writers & Artists Tell Stories to Remember, Volume Two (2002) - Action Comics #517–520 (1981) - Adventure Comics #475–478 (1980) - Adventures of Superman #578–587 (2000–2001) - Adventures of Superman vol. 2 #2 (2013) - All Out War #1 (1979) - The Authority: The Lost Year #8–9 (2010) - Batman & Spider-Man: New Age Dawning (1997) - Batman: Absolution #1 (2003) - Batman: Legends of the Dark Knight #65–68, 149–153 (1994–2002) - Batman: Two-Face - Crime and Punishment #1 (1995) - Booster Gold vol. 2 #32–43 (2010–2011) - The Brave and the Bold #164 (1980) - Convergence: Justice League International #2 (2015) - DC Retroactive: Justice League of America – The '90s #1 (2011) - Detective Comics #489, 493–495 (1980) - Doctor Fate #1–4 (1987) - Doctor Fate vol. 2 #1–24, Annual #1 (1988–1991) - Doom Patrol vol. 5 #1–7 (2009–2010) - Farewell, Moonshadow (novela gráfica) (1997) - Forever People vol. 2 #1–6 (1988) - Formerly Known as the Justice League #1–6 (2003–2004) - From the DC Vault: Death In The Family – Robin Lives! 1-4 (2024) - Green Lantern: Willworld (novela gráfica) (2001) - Heroes Against Hunger #1 (1986) - House of Mystery #270, 272, 274, 282, 284, 287–291, 293, 295, 297–298, 321 (1979–1983) - JLA #35 (1999) - JLA Classified #4–9 (2005) - JLA/The Spectre: Soul War #1 (2003) - Justice League (conocido como Justice League International, Justice League America) #1–60 Annual #1–5 (1987–1992) - Justice League 3000 #1–15 (2014–2015) - Justice League 3001 #1–12 (2015–2016) - Justice League Dark #24–40, Annual #1–2, Futures End #1 (2013–2015) - Justice League Europe #1–9, 13 Annual #1 (1989–1990) | - Justice League of America #256–261 (1986–1987) - Justice League Quarterly #1–2, 4 (1990–1991) - Justice League: Gods and Monsters #1–3 (2015) - Justice League: Gods and Monsters – Batman #1 (2015) - Justice League: Gods and Monsters – Superman #1 (2015) - Justice League: Gods and Monsters -Wonder Woman #1 (2015) - Justice League Infinity #1–5 (2021) - Larfleeze #1–12 (2013–2014) - Legends of the DC Universe #33–36 (2000–2001) - Legion of Super-Heroes vol. 2 #265, 268 (1980) - Madame Xanadu #1 (1981) - Martian Manhunter #1–4 (1988) - Mister Miracle vol. 2 #1–8 (1989) - Mystery in Space #112–113, 116–117 (1980–1981) - Phantom Stranger vol. 4 #4–8 (2013) - Realworlds: Justice League of America #1 (2000) - Scooby Apocalypse #1–36 (2016–2019) - Secret Origins vol. 2 #34 (1988) - Secret Origins vol. 3 #6 (2014) - Secrets of Haunted House #26 (1980) - Spectre vol. 4 #1–27 (2001–2003) - Supergirl: Wings(2001) - Superman: Speeding Bullets (1993) - Superman: The Kansas Sighting #1–2 (2004) - Superman: The Man of Tomorrow #15 (1999) - Superman: Where Is Thy Sting? #1 (2001) - Time Warp #2–4 (1979–1980) - Trinity of Sin #1–6 (2014–2015) - Trinity of Sin: Phantom Stranger #9–22, Futures End #1 (2013–2014) - The Unexpected #199–200, 205 (1980) - Weird War Tales #70, 72, 76, 79, 85, 91, 93–97, 102, 105, 108 (1978–1982) - Wonder Woman vol. 2 #164–166 (2001) - World's Finest Comics #262, 264–268 (1980–1981) |

##### Paradox Press
- Brooklyn Dreams #1–4 (1995)

##### Vertigo
- The Last One #1–6 (1993)
- Mercy (1993)
- Seekers into the Mystery #1–15 (1996–1997)

##### WildStorm
- Wetworks #10–15 (2007–2008)

#### Marvel Comics
| - Amazing Adventure #1 (1988) - The Amazing Spider-Man #293–294, 368–370, 389–406, 634–637, 700, Annual #24 (1987–2013) - The Amazing Spider-Man Family #1, 3–4 (2008–2009) - The Amazing Spider-Man: Soul of the Hunter #1 (1992) - The Avengers #209, 218, Annual #11 (1981–1982) - Ben Reilly: Spider-Man #1–5 (2022) - Bizarre Adventures #29, 33 (1981–1982) - Captain America #261–264, 267–270, 272, 275–290, 292–300, Annual #6 (1981–1984) - Captain Justice #1–2 (1988) - Chaos War: Thor #1–2 (2011) - Conan the Barbarian #116, 118–130 (1980–1982) - Daredevil #344–350 (1995–1996) - Daydreamers #1–3 (1997) - The Defenders #92–118, 120–131 (1981–1984) - Defenders vol. 3 #1–5 (2005–2006) - Doctor Strange: Into Shamballa (parte la serie Marvel Graphic Novel) (1985) - Doctor Strange, Sorcerer Supreme #84–90 (1995–1996) - Gargoyle #1–4 (1985) - Ghost Rider #67, 71, 74–81 (1982–1983) - Greenberg the Vampire (parte de la serie Marvel Graphic Novel) (1985) - The Hulk! #26–27 (1981) - Iceman #1–4 (1984–1985) - Longshot #1 (1998) - Man-Thing vol. 2 #9 (1981) - Man-Thing #1–8 (1997–1998) - Marc Spector: Moon Knight #26–32 (1991) - Marvel Adventures Spider-Man #19 (2011) - Marvel Adventures Super Heroes #21 (2012) - Marvel Fanfare #9, 31–32, 39 (1983–1988) - Marvel Holiday Special #4 (1995) - Marvel Super Special #17 («Xanadu»); #37 («2010») (1980–1985) | - Marvel Team-Up #101, 111–112, 114–133 (1981–1983) - Peter Parker: Spider-Man Annual 1999 (1999) - Prince Namor, the Sub-Mariner #1–4 (1984) - Pro Action Magazine #1 (1994) - Savage Sword of Conan #65–66 (1981) - The Sensational Spider-Man '96 #1 (1996) - Silver Surfer #126–145, #-1 (1997–1998) - Silver Surfer '97 (1997) - Silver Surfer/Thor ’98 (1998) - Solo Avengers #9 (1988) - The Spectacular Spider-Man #131–132, 178–203, 217, 223, 241–257, #-1, Annual #13–14 (1987–1998) - Spider-Man #37–40, 51, 57 (1993–1995) - Spider-Man: Redemption #1–4 (1996) - Spider-Man: Shadow Of The Green Goblin #1–4 (2024) - Spider-Man Team-Up #6 (1997) - Spider-Man: The Lost Hunt #1–4 (2022) - Spider-Man: The Lost Years #1–3 (1995) - Spider-Woman #33 (1980) - Star Trek #18 (1982) - Star Wars #46 (1981) - Strange Tales vol. 3 #1–2 (1998) - Strange Tales: Dark Corners #1 (1998) - Tales of the Marvel Universe #1 (1997) - Thor Annual #1 (2012) - Valkyrie #1 (1997) - Web of Spider-Man #31–32, 117 (1987–1994) - Web of Spider-Man vol. 2 #1, 3, 5 (2009–2010) - Webspinners: Tales of Spider-Man #1–3 (1999) - X-Factor #92–104, Annual #9 (1993–1994) - X-Men '95 #1 (1995) |

##### Epic Comics
- Blood: A Tale #1–4 (1988)
- Moonshadow #1–12 (1985–1987)

## Filmografía

### Películas directas a vídeo
- Deathstroke: Kinghts and Dragons (2020)
- Superman: Red Son (2020)
- Constantine: City of Demons (2018)
- Justice League Dark (2017)
- Batman: Bad Blood (2016)
- Batman vs. Robin (2015)

### DC Showcase
- Death (2019)
- Adam Strange (2019)

### Televisión
| Batman: The Brave and the Bold - «Day of the Dark Knight!» - «Hail the Tornado Tyrant!» - «Revenge of the Reach!» - «Scorn of the Star Sapphire!» - «Shadow of the Bat!» - «The Eyes of Despero!» - «The Last Patrol!» - «Time Out for Vengeance!» Be Cool Scooby-Doo! - «Me, Myself and A.I.» - «Be Cold, Scooby-Doo» - «Giant Problems» - «Worst in Show» - «Greece is the Word» Ben 10: Ultimate Alien - «Ultimate Sacrifice» Earth: Final Conflict - «The Sleepers» - «Moonscape» Liga de la Justicia Ilimitada - «For the Man Who Has Everything» - «Shadow of the Hawk» - «The Return» - «Clash» - «The Ties That Bind» - «Ultimatum» - «Grudge Match» | Legión de Super-Héroes - «Cry Wolf» - «Dark Victory» - «Who Am I?» The Real Ghostbusters - «The Devil in the Deep» Spider-Man: The Animated Series - «The Mutant Agenda» Spider-Man - «Bring on the Bad Guys» - «The Road to Goblin War» - «Vengeance of Venom» Superboy - «Know Thine Enemy» - «Into the Mystery» - «To Be Human» Titán Sim-Biónico - «I Am Octus» Teen Titans Go! - «Artful Dodgers» - «No Power» - «The Mask» ThunderCats - «Survival of the Fittest» - «New Alliances» - «Song of the Petalars» The Twilight Zone - «The Girl I Married» |